# Sainte-Marie, Doubs
Sainte-Marie är en kommun i departementet Doubs i regionen Bourgogne-Franche-Comté i östra Frankrike. Kommunen ligger i kantonen Montbéliard-Ouest som tillhör arrondissementet Montbéliard. År 2022 hade Sainte-Marie 655 invånare.

## Befolkningsutveckling
Antalet invånare i kommunen Sainte-Marie
Referens:INSEE